# Italiensk immigration till Sverige
Italiensk immigration till Sverige har haft variende orsak där det mest handlat om arbetskraftsinvandring. Den största tillväxten, som av SCB betecknas som perioden "Arbetskraftsinvandring", kan hänföras till decennierna 1950-talet och 1960-talet. Sveriges låga nativitet under 1920-talet och 1930-talet ledde landet till en rekrytering i utlandet, där bland annat italienska arbetare spred sig över landets största industristäder. Rekordårens höga efterfrågan på arbetskraft påskyndade ökningen.  Antalet personer i Sverige som var födda i Italien ökade med 5,000 personer mellan 1950- och 1970-talet. I Sverige fanns 8,000 personer år 1973 som var födda i Italien. Efter oljekrisen 1973-74 minskade arbetskraftsinvandringen till Sverige generellt, på grund av en försämrad ekonomisk situation, i kombination med en hög arbetslöshet. 

## Perioden 1100-1945
Den första italienska närvaron i det geografiska område som idag omfattar Sverige sägs varit under 1100-talet, under bygget av Lunds domkyrka. Ifall arbetarna stannade kvar i Sverige förblir osäkert, men detta kan ändå sägas vara den första typen av arbetskraftsinvandring från Italien till Sverige. Utöver dessa hantverkare, finns det stöd för att italienare tidigt kan ha besökt Sverige, däribland yrkesgrupperna diplomater, handelsmän eller påvliga sändebud. Traditionell yrkesinvandring dröjde däremot fram till 1500-talet, i form av glasblåsare. Diplomatirelaterad och religiös invandring förekom, men var synnerligen begränsad, och den vanligaste formen av invandring från Italien till Sverige, fram till efterkrigstiden, var immigrerande gatuförsäljare; positivspelare och gipsgjutare i synnerhet. 

### Glasblåsarkonsten och stuckatörerna
Sveriges glasblåsarkonst hade aldrig monopoliserats av någon nationalitet i synnerhet, utan utövades av arbetare från olika områden, däribland Thüringen, Böhmen och Nederländerna. Det successiva framträdandet av italienska glasblåsare blev betydande i Sverige och de anses ha varit pionjärer i svenska glasblåsarkonsten. År 1556 etablerade två italienare i Stockholm en glasugn på Norrmalm, med ekonomiskt stöd av Gustav Vasa. Det första svenskägda glasbruket, byggt av Melchior Jung, var aktivt mellan 1641 och 1678 och gav arbete till italienska glasblåsare. Många av dessa italienare flyttade till Södermalm och namngav på så sätt Stora och Lilla Glasbruksgatan.  De italienska stuckatörerna var en annan italiensk gemenskap som utbredde sig i Sverige, och utförde ornamentarbeten i gips och stuck på byggnader som krävde konstnärlig utsmyckning. Efter den arkitekturella övergången till Barocken och Rokokon minskade intresset för stuckatörernas dekorationer, vilket ledde till att denna italienska yrkesgrupps immigration till Sverige upphörde. 

### Påvliga sändebud
Efter den helige Ansgars införande av kristendomen på 800-talet, kom en ny våg av missionerande till Sverige under medeltiden, genom påvliga sändebud. Under 1100-talet åkte flera sändebud till Skandinavien på uppdrag av påven, med uppgiften att omorganisera kyrkan och prästerskapet, för att vara i enlighet med den kanoniska rätten. Ett berömt sändebud är Nicolò di Albano, som deltog i kyrkomötet i Linköping 1152 och under sin tid i Sverige förbättrades prästers inkomster och förbättrade samarbetet mellan svenska kyrkan och påven. Ytterligare ett sändebud med stort inflytande på svenska kyrkoväsendet var Guglielmo di Sabina, som medverkade vid Skänninge möte år 1240, ett av svenska kyrkohistoriens viktigaste möten, i närvaro av Birger jarl. Vid denna träff bestämdes det att svenska präster skulle leva i celibat, och att dessa inte skulle undantas från påvens lag. 

### Förbindelser mellan Sverige och Venedig
Under Johan III:s regenttid skedde flera handelsmässiga förhandlingar mellan republiken Venedig och Sverige. Johan III ville bli av med skeppen i sin överstora flotta, som etablerats av Gustav Vasa, uppbyggd med hjälp av venetianska skeppsbyggare. År 1576 skickade dessutom Johan III Pontus de la Gardie till Italien för att överlämna ett brev till den venetianska dogen Alvise Mocenigo, i förhoppning om att etablera någon form av handel mellan rikena.  Dessutom upprättade venetianskt-födde Alessandro Guagnini ett handelshus i Stockholm, och innan sin återvändo till Italien slöt han ett handelsavtal med en annan Stockholm-bosatt venetian, Angelo Ventura, och överlät ansvaret och upprätthållandet av handelshuset. 

### Positivspelare
En växande yrkesgrupp i Sverige under 1700- och 1800-talet var positivspelarna. Positivet var ett gatuinstrument som spelades över Europas gator och tog sig till Sverige i början av 1800-talet. Positivspelarna tenderade att resa i grupp och invandringen var inte säsongsbunden. Mellan 1840 och 1857 registrerades 230 positivspelare från Italien, vilket ger ett genomsnitt på 12-13 personer årligen. Många positivspelare anställdes av impressarier på grund av positivets höga kostnad. Positivets kostnad gjorde även att vissa kunde hyra instrumentet eller köpa det på avbetalning.  Positivspelandet hade begränsad popularitet hos folket i Sverige, och sågs allmänt som "maskerat tiggeri", vilket senare ledde till en utvisningslag som började gälla 1914, riktad mot positivspelare, något som till stor del markerade slutet för positivspelarnas invandring till Sverige. 

### Gipsgjutare vid sekelskiftet 1800/1900

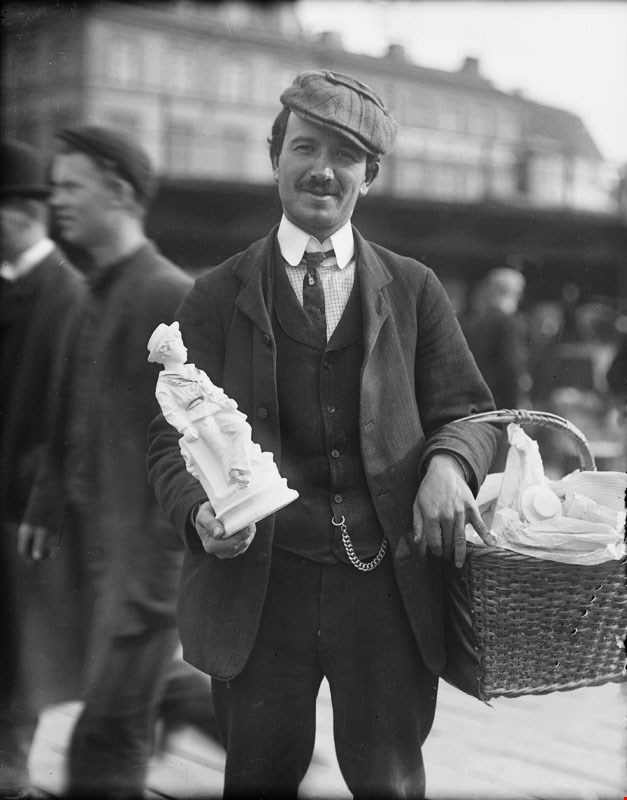
Italiensk gatuförsäljare som säljer gipsarbeten i Stockholm, (1900-1920)

Efter en period av enstaka italienska arbetande immigranter till Sverige, började de mot 1800-talets slut att bli fler och fler, i och med gatuförsäljande gipsgjutare. Från italienska staden Lucca till Stockholm kom cirka 2-3 gipsgjutare om året, under 1800-talets mitt och framåt. Vid slutet av seklet, däremot, skedde en större ökning, och under perioden 1896-1910 hade immigranterna tredubblats och till Stockholm anlände nu i genomsnitt 6-10 gipsgjutare varje år. De flesta av dessa gipsgjutare var oftast ogifta män under 30 års ålder. Demografin såg en stor andel i 15 till 20 års ålder och de flesta anlände till huvudstaden runt år 1900. De kunde anlända tillsammans med andra jämnåriga från hemstaden och kom normalt sett utan barn eller fru. Ungdomarna blev rekryterade av en gipsgjutare som skrev kontrakt med ungdomarna själva eller deras föräldrar för en period på 2 till 3 år. 

## Efterkrigstiden i Sverige
Den organiserade arbetskraftsinvandringen av italienare till Sverige började under efterkrigstiden, mer specifikt 1947. Eftersom svensk industri inte drabbats av krigets destruktiva konsekvenser till följd av den svenska neutralitetspolitiken, förblev industrierna i växande tillstånd, utan krigsframkallade hinder. När resterande Europa drabbats av kraftiga bombningar gick en väldigt stor del av de utsatta ländernas ekonomiska tillgångar till återuppbyggande av industrier och städer. 
Sverige kunde istället ha fullt fokus på industrin, och på grund av efterkrigstidens utbredda arbetslöshet i Europa strömmade mycket arbetskraft till Sverige, däribland många italienare. Under denna tid utövade svenska industrimän påtryckningar på den svenska regeringen för att sluta avtal med den italienska regeringen i syfte att rekrytera specialiserad arbetskraft från Italien för att avhjälpa den rådande arbetskraftsbristen i landet. 

### Arbetskraftsavtalet 1947

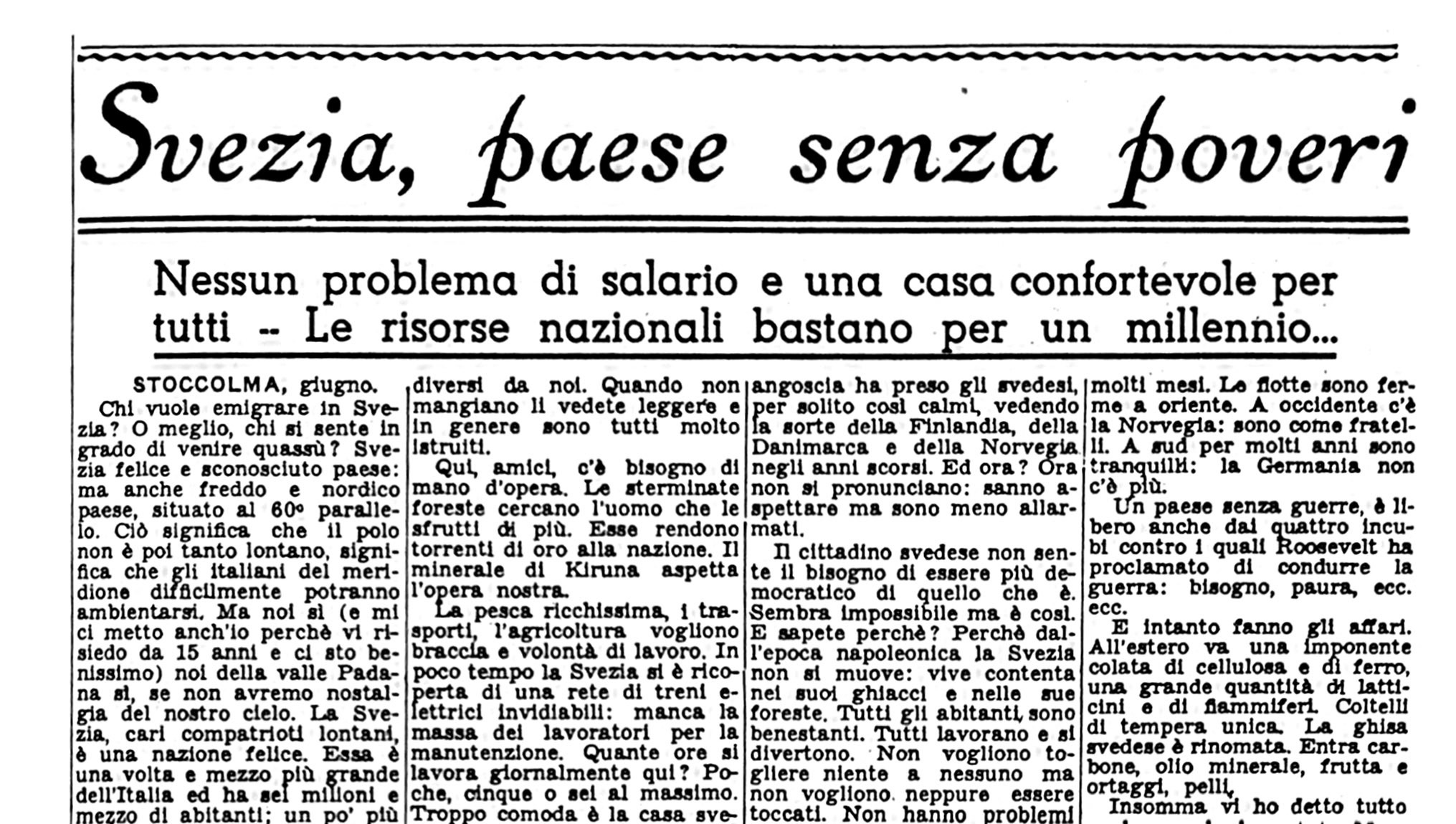
Tidningsurklipp ur "Il Popolo Nuovo" från 1946, med artikelrubriken "Svezia, paese senza poveri".

I tidningen "Il Popolo Nuovo" publicerades den 11 juni 1946 en artikel vid namnet "Svezia, paese senza poveri", som översatt till svenska är "Sverige, landet utan fattiga". I artikeln skrivs det om de arbetsmässiga, ekonomiska och sociala förutsättningarna i Sverige, samtidigt som de uppoffringar som potentiella invandrare skulle tänkas behöva göra. 
Det bilaterala avtalet som skrevs under av svenska och italienska regeringen 1947, avsåg de krav och rättigheter som skulle gälla för de immigrerande italienarna som skulle komma att anställas av svenska företag. Avtalet undertecknades av italienaren Mario Tommasini och svensken Folke Thunborg, den 19 juli 1947. Avtalet innefattar 17 paragrafer, som berör den specialiserade arbetskraften, och avser provanställningar av tvåårsperioder. 
Det nämns i första paragrafen att det som fastställs i dokumentet begränsas till ett maximum av 500 arbetare, och att den svenska kommissionen har ansvaret att meddela de italienska myndigheterna om det önskade hälsotillståndet, arbetarnas ålder, och den önskade specialiseringen.
I den tredje och femte paragrafen fastslås att de italienska arbetarna skall vara jämställda de svenska arbetarna i samma yrkesgrupp, sett till arbetstider, försäkringar, lönevillkor et cetera.
Paragraf 6 fastställer att de italienska arbetarna skall ha bostäder på samma villkor, och av samma typ, som de svenska arbetarna bosatta i samma ort.  
I paragraf 8 och 9 nämns det hur anställningarna skall ske och proceduren kring hälsokontroller vid ankomst.
I paragraferna 11, 12 och 13 fastställs riktlinjer kring förflyttningen av arbetarna, samt reseersättning och olika förmåner.
Paragraf 14 fastställer att italienarna skall ha möjlighet att skicka hem besparingar till anhöriga i Italien.
Paragraf 17 befäster att avtalet gäller en tvåårsperiod. 

## Livet i industristäderna

### Göteborg och SKF
Det svenska bolaget SKF hade fram till slutet av andra världskriget haft en låg andel av utländsk arbetskraft. Efter det svensk-italienska arbetskraftsavtalet anställdes 181 arbetare den 1 juli 1947, vilket motsvarade mer än 50 procent av den invandrande arbetskraften. Till följd av ett språkligt missförstånd var den arbetskraft som rekryterades överkvalificerad för sina jobb, och italienarna som anställdes på SKF var specialarbetare, men deras arbetsuppgifter begränsades till enklare maskinarbeten. År 1953 hade verkstadsindustrin uthärdat år av ekonomiska svårigheter och företaget bestämde sig för att försöka återföra delar av sin arbetskraft till Italien, för att försöka minska andelen korttidsarbetare på företaget. År 1967 var antalet italienska arbetare på SKF som högst, och uppgick då till 448 personer, av de totala 4920 arbetare på hela företaget, en andel av 9,1%. 

#### "Lilla Milano" och den katolska församlingen
De italienska arbetarna på SKF etablerade tillsammans en möteslokal, La Baracca Rossa (sv. den röda baracken). Baracken var belägen i barackområdet "Lilla Milano", där majoriteten av SKF:s italienska arbetare bodde. Dessa baracker fanns kvar fram till 1960-talet, då de avvecklades på grund av de höga underhållskostnaderna. Många av de nyanlända italienarna i "Lilla Milano" var katoliker, och blev medlemmar i den katolska församlingen i Göteborg. La Baracca Rossa fungerade emellanåt som ett kapell, och användes för att fira mässan under första året i barackerna. Året efter, 1948, kom den första prästen till "Lilla Milano". 

### Västerås och Asea
Efter arbetskraftsavtalet 1947 kunde en ytterligare tillströmning av italienska invandrare nå en av de växande industristäderna i Sverige; Västerås. Det framträdande Asea blev destinationen för många av dessa, och en italiensk gemenskap etablerades i staden, som då hade omkring 60 000 invånare.  När italienarna anlände till Västerås, blev de välkomnade med kläder, mat och boende i form av baracker, för att direkt kunna integreras i produktionsprocessen. För italienarna på Asea anordnades en sammankomst, där 21 av 26 lämpliga italienare tillfrågades om lönen och hur den mötte deras behov. Italienarna svarade att det inte var tillräckligt för deras anhöriga att kunna leva på, då många av arbetarna skickade hem pengar till sina familjer. 

#### "Juventus" och fotbollen
Italienarna i Västerås hade fritidsmässiga behov efter arbetet och strax efter sin ankomst hade de bildat en italiensk förening, Club Italiano, såväl som en fotbollsklubb, "Juventus". Småningom anslöt sig även svenskar till klubben och den började konkurrera med de lokala "korplagen"; Restaurangerna, Konsum, Brandkåren och Bageriarbetarna. 

### Linköping och SAAB
Svenska bil- och flygplanstillverkaren SAAB hade under perioden efter andra världskriget en explosionsartad tillväxt, som krävde arbetskraft som saknades i Sverige. Företagsjätten i Italien, Fiat-koncernen, hade många inhemska arbetare som efter andra världskriget drabbats humanitärt och ekonomiskt. Eftersom företaget också tillverkade flygplan, fanns ett utbud som mötte SAAB:s efterfrågan. Efter andra världskrigets slut och fredsoptimismens spridning drabbades SAAB av en lägre efterfrågan från flygvapnet, och inledde permitteringar av personal. När kalla kriget strax därefter åter ökade flygvapnets efterfrågan, uppstod en arbetskraftsbrist för SAAB, som gjort sig av med runt 1000 arbetare. Detta gjorde att företaget tvingades anlita utländsk arbetskraft, något de fick ansöka om tillstånd för av Arbetsmarknadsstyrelsen, AMS. Det svenska företaget efterfrågade huvudsakligen italienare, samt tyskar. När förslaget godkändes kunde SAAB år 1950 påbörja rekryteringen i Italien. SAAB samarbetade med konsulat och förmedlingar och publicerade tidningsannonser för att locka arbetskraften. Arbetarna skulle uppfylla kravet om erfarenhet från verkstadsindustrin och de sökande skickades sedan till ett uttagningsprov i Turin. På proven skulle de erfarna kunna identifieras, och sedan genomgå en läkarundersökning, innan de blev skickade till Sverige för anställningen. I början av det följande året nådde arbetarna Linköping för sin nya anställning. 

#### Fotbollsklubben "Azzurri"
Ett stort intresse för italienarna i Linköping var fotbollen. Den stora betydelsen av fotbollen hade förts med från fosterlandet och gemenskapen bildade ett korplag. Laget döptes till "Azzurri", efter det framgångsrika italienska landslaget som vunnit Världsmästerskapet i fotboll 1934 och 1938. Azzurri blev ett av de mest publikattraherande lagen under 1950-talet i Linköping och drog åt runt hundratalet åskådare per match. 

### Hallstahammar och Bulten
Anställningarna av italienare på verkstadsindustribolaget Bulten AB skedde genom en av företagets nyckelkontakter, ingenjören Carlo Lerici. Han var anställd på AB Kanthal och agerade som generalagent i Italien, med förbindelser i båda länderna. I Italien hade han kontakter med Agnelli-familjen, som ägde och styrde Fiat-koncernen, och i Sverige hade han förbindelser sedan 1941, efter att han grundat Italienska kulturinstitutet i Stockholm. Under hösten 1947 började de första italienarna anlända till industriorten Hallstahammar, där Bultens fabrik var belägen. Arbetsgivarna hos Bulten i Sverige anställde 50 italienare, vilka till största delen kom från norra Italien, med tanken att det skulle innebära en mindre klimatmässig anpassning för de nyanställda. Tre år senare, år 1950, anställdes ytterligare 33 italienska arbetare, där alla dessa hade varit tidigare arbetskamrater eller anhöriga till italienarna på Bulten. 

#### Kulturen och Italienska Klubben
När de italienska arbetskraftsinvandrarna kom till Hallstahammar gick de igenom hälsokontroller och utfrågningar i syfte att förstå deras syfte med sin vistelse i landet. Integrationen gick stegvis och det lilla italienska samhället umgicks med sällskapsspel och konversationer, fram till de bildade den Italienska Klubben (Club Italiano). Det bildades då ett fotbollslag och en lekplats byggdes, där italienarna började spela boccia. Ytterligare friluftsaktiviteter inkluderade kolonilottsverksamhet och byggandet av en kyrka, som finansierades av lokala myndigheter. 

### Italienarna i Stockholm
En undersökning av 45 italienska hushåll i Stockholm från 1968 visade att bostadssituationen för italienarna hade brister och att många av dessa bodde i trånga boenden. Många av dem bodde i enrummare, och många uppgav att de bodde utan värme. Ett fåtal av deltagarna i undersökningen uppgav att de hade vatten och toalett på gården eller delade denna nödvändighet med andra gäster. Ett tiotal av deltagarna hyrde lägenheten i andra hand och drabbades på så sätt av en högre hyra. 
I undersökningen framgick även yrkesfördelningen hos de 62 deltagande, bland vilka en majoritet arbetade inom hantverk och i fabrik. 
| Yrke                 | Antal |
| -------------------- | ----- |
| Fabriksarbetare      | 12    |
| Mosaikarbetare       | 10    |
| Plattsättare         | 10    |
| Restaurantarbetare   | 5     |
| Försäljare           | 3     |
| Affärsbiträde        | 3     |
| Städerska            | 2     |
| Gipsmakare           | 2     |
| Stuckatör            | 2     |
| Ingenjör             | 2     |
| Utrikeskorrespondent | 1     |
| Musiker              | 1     |
| Språklärare          | 1     |
| Svarvare             | 1     |
| Marknadsanalytiker   | 1     |
| Bokbindare           | 1     |
| Rörmokare            | 1     |
| Skräddare            | 1     |
| Läkare               | 1     |
| Snickare             | 1     |
| Studerande           | 1     |
| Total                | 62    |

### Baracklivet
De italienska nyanlända i industristäderna fick bosätta sig i baracker. I de italienska ”aseaternas” fall gällde ”Hammarbybarackerna”.  Livet i barackerna kunde jämföras med livet under militärtjänstgöringen, vilket många av italienarna nyligen kommit direkt ifrån till sin nya arbetsplats i Sverige. I och med bosättningen i barackerna hämmades integrationen i det svenska samhället och italienarna isolerades, något som i flera industristäder kallades för italienska ”enklaver”. 
I SAAB:s fall hade barackerna en boyta på cirka 20 kvadratmeter, och i dem bodde en eller två personer. Rummen innehöll sängar, en byrå, stolar och ett bord, samt två garderober. I varje barack fanns det ungefär 20 rum för två personer. De gemensamma områdena i barackkolonin omfattades av pentry med kokplattor och vattenkranar, samt ett par toaletter och flera duschar. Ett allrum fanns även tillgängligt för invånarna i ”enklaven”. När familjerna anlände till Sverige för att ansluta sig, etablerades även familjebaracker, som var större än de ursprungliga tvåpersonersbarackerna. 

## Inflytelserika italienare i Sverige

### Salvatore Grimaldi
Salvatore Grimaldi är en italiensk-svensk entreprenör född i Taranto i Italien 1945. När han var sju år gammal immigrerade han och familjen till Västerås och han började studera i svensk skola. Sedan tidig ålder var det akademiska intresset mindre aktivt, samtidigt som intresset för tekniska prylar och hans egenskaper som händig var mer framträdande. Han började efter sina studier med att utbilda sig till slipare och arbetade sex år på Volvo i Köping. År 1970, när han var 25 år gammal, startade han ett sliperi i sitt hem, och lade grunden till sitt eget företag, Grimaldis Mekaniska, numera Grimaldi Industri AB, som än idag är aktivt. Företaget växte genom förvärvandet av andra bolag och blev småningom till en stor koncern, som består av stora företag, bland annat Cycleurope, som tillverkar cyklar under Monark, Crescent och Bianchi. År 1997 utnämndes entreprenören till Årets ledare av PA Consulting och Affärsvärlden. Dessutom har Grimaldi haft ett ämbete som ordförande i Företagarna, mellan åren 2004 och 2006. 

### Giacomo Oreglia
Giacomo Oreglia var en italiensk författare, essäist, poet, förläggare, lärare, översättare, ideolog med mera. Han föddes i Mondovì år 1924 och doktorerade i filosofi vid universitetet i Turin 1948. Året efter kom Oreglia som stipendiat till Sverige och var verksam i trettio år som docent i litteratur- och teaterhistoria på Italienska kulturinstitutet i Stockholm. Oreglia agerade som en kulturförmedlare mellan Italien och Sverige, och banade väg för ett kulturellt utbyte mellan länderna, genom översättningar av berömd italiensk respektive svensk litteratur. Oreglia översatte verk av berömda svenska författare och poeter såsom August Strindberg, Gunnar Ekelöf, Pär Lagerkvist och Karl Vennberg. Som belöning för sina insatser som översättare av svensk och italiensk kultur, fick han ta emot Svenska Akademiens översättarpris och en italiensk utmärkelse för översättare, Premio Monselice. 

## Berömda personer med svensk-italienska anknytningar
- Amelia Adamo
- Björn Ambrosiani
- Sune Ambrosiani
- Marcus Birro
- Peter Birro
- Stefano Catenacci
- Anna Maria Corazza Bildt
- Salvatore Grimaldi
- John Guidetti
- Benjamin Ingrosso
- Bianca Ingrosso
- Sebastian Ingrosso
- Katarina Mazetti
- Axel Notini
- Bo Notini
- Gunnar Notini
- Harald Notini
- Fredrik Reinfeldt
- Paolo Roberto
- Alexandra Zazzi
- Oscar Zia